# НБТ
Нова Българска Телевизия е българска телевизия, която се излъчва в периода 1997 до 2008 под името „Евроком България“ от централно студио в град Пловдив. Това е една от четирите пловдивски телевизии.
След 2008 г. НБТ се излъчва чрез сателит за територията на Европа и Северна Африка и в цялата страна чрез множество кабелни оператори. Концепцията за собствена програмна схема на телевизията предвижда 24-часова програма и жанрово и тематично разнообразие, съобразено с потребностите и изискванията на потенциалната зрителска аудитория. Телевизията излъчва програма от студиа в Пловдив и София.
Телевизията прекратява излъчването си на 7 ноември 2013 година, поради финансови затруднения.

## Предавания
- Новини – кратка емисия
- Новини – централна емисия
- Новини – разширена емисия
- Днес – следобедно токшоу
- Говори свободно с Гергана Никленова
- Искам да започна бизнес
- Свободна зона 032
- 60 минути
- 90 минути
- Отзвук от деня
- Панаирен калейдоскоп
- Капиталът
- Феърплей
- Животът и градът
- Ловът с Иво
- На риболов в България
- Студио Спорт
- Телефон на кмета
- В махалата
- Наше село
- Директно
- 7 дни в Европа
- Кумири
- Сите българи заедно
- Да сме живи, да сме здрави
- Балкан фолк
- Фолклорен изгрев
- Акценти с НБТ
- Акведукт с Гергана Никленова
- Политически анализи
- Кратки акценти
- Извън рамката
- Дебати
- Параметри
- Злобата днес
- Забранено за лъжата – дебати с Ива Николова
- Колаж
- Каталог
- Маршрути
- Първа смяна
- Преди лекарствата
- НБТ класик
- Густо ми е, Пловдив
- Магнит
- Бели нощи
- Светът в 24 часа
- Европа в 24 часа
- Успешно земеделие
- Успешно земеделие и рибарство
- Тунинг мания
- Бундеслига